# Eulepyroniella camerunensis
Eulepyroniella camerunensis is een halfvleugelig insect uit de familie Aphrophoridae. De wetenschappelijke naam van deze soort is voor het eerst geldig gepubliceerd in 1924 door Schmidt.